# Ян Казимир Молодецький
Ян Казимир Молодецький (пол. Jan Kazimierz Mołodecki, близько 1790—1854) — польський шляхтич гербу Пулкозіц, власник  маєтків на території України. Близько 1820 р. одружився з Доротою Потоцькою (гербу Пилява, Золота гілка). Діти: Марія, Пелагія, Казимир, Юзеф Марцін.